# ニコス・ダビザス
ニコス・ダビーザス（ギリシャ語 : Νίκος Νταμπίζας、ラテン文字 : Nikos Dabizas、1973年8月3日 - ）は、ギリシャ・アミンタイオ出身の元同国代表サッカー選手。ポジションはDF。

## 経歴
現役時代は主にオリンピアコスFC、ニューカッスル・ユナイテッドFCそしてレスター・シティFCでプレーした選手。ニューカッスル・ユナイテッドではボビー・ロブソン監督が作り上げた攻撃的サッカーを支え、クラブのUEFAチャンピオンズリーグ出場に貢献した。また、ギリシャ代表にはオリンピアコスに在籍していた1994年から継続的に招集、出場し続け、レスター時代に参加したUEFA EURO 2004では、同国史上初の優勝を経験した。また、この大会後に代表を引退することを発表した。
2011年、ギリシャのAEL 1964で現役を引退し、2年後の2013年11月、パナシナイコスのフットボールディレクターに就任した。